# Euro digital

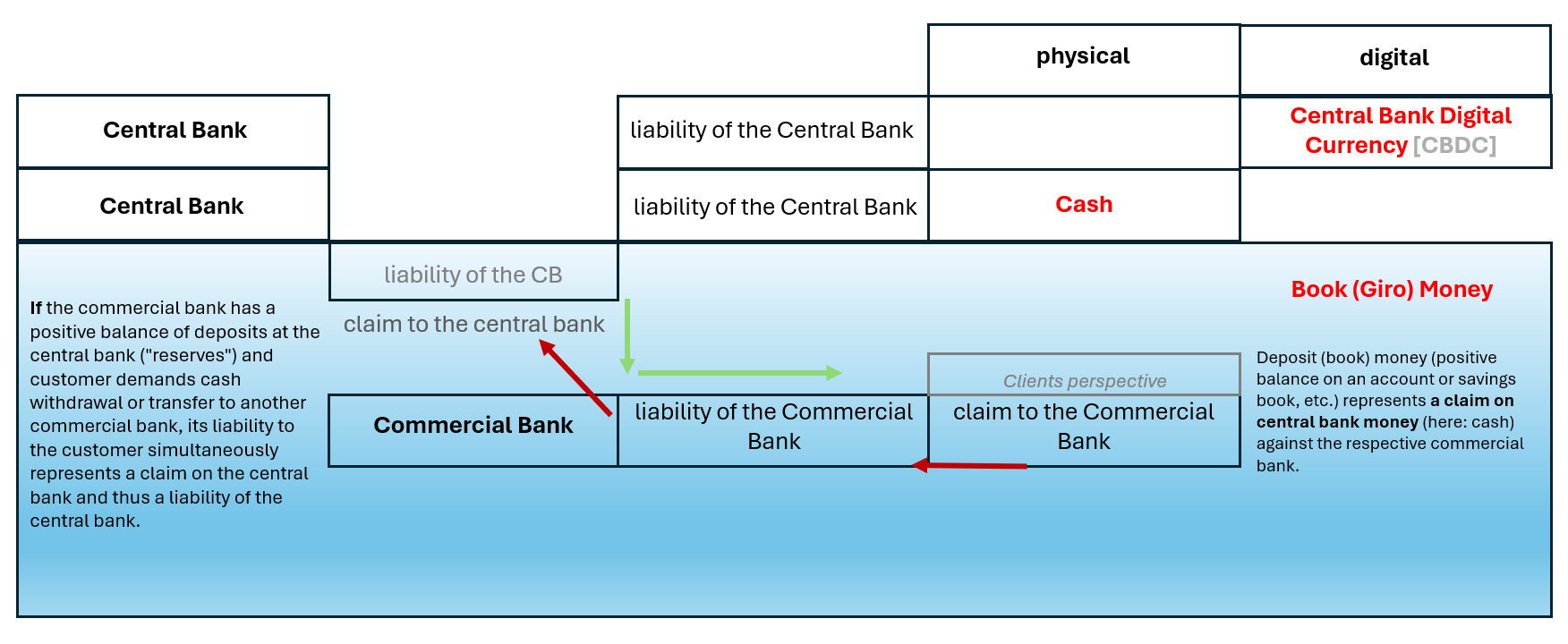
Comparació de l'euro digital com a CBDC, efectiu, diners en llibres, passius i actius

L'euro digital és el projecte del Banc Central Europeu (BCE), decidit el juliol de 2021, per a la possible introducció d'una moneda digital de banc central (CBDC). L'objectiu és desenvolupar un instrument de pagament electrònic ràpid i segur que complementi l'euro per a particulars i empreses en la seva forma actual com a efectiu i en comptes bancaris, i que sigui emès pel Sistema Europeu de Bancs Centrals de l'Eurozona.
Després de concloure una investigació de dos anys sobre els models de disseny i distribució d'un euro digital, el BCE va decidir el 18 d'octubre de 2023 entrar en la fase de preparació, que inclou tasques com ara la finalització del reglament i la selecció de proveïdors per desenvolupar la plataforma i la infraestructura necessàries, preparant el terreny per a la possible emissió d'un euro digital.

## Arguments i motivacions per a la introducció d'un euro digital
Els arguments i motius per a la introducció d'un euro digital són, segons el BCE:
- Preservar el paper dels diners del banc central com a àncora monetària per al sistema de pagaments.[7]
- Proporcionar accés digital gratuït a un mitjà de pagament legal i segur a la zona euro
- Ampliació de les opcions de pagament a través de diners alternatius del banc central juntament amb diners en efectiu i llibres en comptes bancaris comercials, contribuint a la disponibilitat i la inclusió.
- Generar confiança en els diners digitals mitjançant un alt nivell de protecció de la privadesa
- Promoure la innovació en els pagaments al detall
- Limitar la propagació de monedes digitals estrangeres per salvaguardar l'estabilitat financera i la sobirania monetària de l'eurozona[8]
- La redistribució de la riquesa i l'ajuda social es simplificarien molt.

A més d'aquests motius, la possibilitat d'una nova disminució en l'ús de l'efectiu com a mitjà de pagament juga un paper important en el debat sobre l'euro digital.

## Crítiques i riscos de l'euro digital
- Major centralització i planificació central de la política monetària
- Pèrdua de privacitat
- Risc de censura financera i pèrdua de drets humans
- Problemes de pirateria informàtica i seguretat de la informació
- Riscos més elevats de pèrdua d'independència del banc central i d'influència política en la política monetària
- Potencial per a una transmissió molt més ràpida d'una mala política monetària
- Riscos per al sistema bancari de les retirades massives de fons cap a les CBDC
- Problemes d'equitat distributiva (efecte Cantillon)
- Major control polític de la despesa i l'estalvi individuals
- Drets de propietat debilitats

Tot i que Christine Lagarde ha abordat públicament alguns d'aquests riscos, els crítics consideren que les seves respostes són inadequades. Els crítics assenyalen la CBDC digital del Renminbi i com ha experimentat amb moltes de les funcions que restringeixen els drets (incloses les geolocalitzacions, el geolocalització, els límits de quantitat, els límits de temps, etc.). També assenyalen l'e-naira i el petro veneçolà i els seus problemes de política monetària. De la mateixa manera, els problemes de desbancarització i la censura financera han anat en augment en els darrers anys, i els crítics temen que un sistema planificat, controlat i gestionat centralment tindria el potencial d'un nivell molt més alt de censura i discriminació per part de les autoritats.
El prototip desenvolupat pel BCE com a part de la fase d'investigació inclou pagaments condicionals, cosa que apunta al potencial de programabilitat de l'euro digital i, per tant, a riscos similars per als drets individuals que en el renminbi digital
Segons la Human Rights Foundation, les CBDC corren el risc d'imposar una vigilància financera generalitzada, restriccions de l'activitat financera, fons congelats, confiscació de fons, tipus d'interès negatius, eines per a la corrupció, riscos de ciberatac i interrupcions de l'estabilitat financera.

## Preparatius per a la possible introducció d'un euro digital
El 2 d'octubre de 2020, el BCE va publicar un informe que descriu la introducció d'un euro digital des de la perspectiva de l'Eurosistema. Des del 2020, s'han llançat diversos projectes en col·laboració amb el Banc Europeu d'Inversions (BEI) per provar l'emissió, el control i la transferència de moneda digital del banc central, així com tokens de valors i contractes intel·ligents en una cadena de blocs.
El 31 de gener de 2025, la presidenta del BCE, Cristine LaGarde, i la presidenta de la Comissió Europea, Ursula von der Leyen, van publicar un article d'opinió en què citaven el projecte de l'euro digital com a part d'un esforç per mantenir Europa a l'avantguarda de les tecnologies de pagament digital.

## Opinions sobre la possible introducció d'un euro digital
El Consell de Govern prendrà una decisió a finals del 2025 sobre si procedeix a la següent fase de planificació per a un euro digital.
La Verbraucherzentrale Bundesverband (Organització Pública Alemanya per a la Protecció dels Consumidors) considera l'euro digital com un bé públic i, per tant, una oportunitat per fer que els pagaments digitals estiguin més orientats al consumidor.
La Societat Alemanya d'Informàtica (GI) veu la introducció d'un euro digital i el declivi simultani de l'efectiu com una amenaça a l'autodeterminació informativa i la privadesa; hi ha el perill del "Gläserner Mensch" (metàfora alemanya de la protecció de dades, que representa el "cribratge" complet de les persones i el seu comportament per part d'un estat de control, que es percep com a negatiu).